# Reutigen
Reutigen là một đô thị trong huyện Thun, bang Bern, Thụy Sĩ.